# ネストル・ペレス
ネストル・ペレス・アロンソ（Nestor Perez Alonso 1976年11月24日 - ）は、キューバのマタンサス州マタンサス出身の元プロ野球選手（遊撃手）。右投右打。

## 経歴

### 現役時代
1994-1995シーズンに、キューバの国内リーグであるセリエ・ナシオナル・デ・ベイスボルのココドゥリロス・デ・マタンサスで1年間だけプレー。
その後キューバを脱出して亡命し、1998年にタンパベイ・デビルレイズとマイナー契約を結んだ。
2003年、第28回ヨーロッパ野球選手権大会のスペイン代表に代表初選出。
2005年は傘下A+級バイセイリア・ローハイドで16試合に出場して打率.196の成績を残していたが、シーズン途中にコロラド・ロッキーズに移籍。傘下AA級タルサ・ドリラーズで10試合に出場して打率.143に終わり、この年限りでマイナーリーグのキャリアを終了した。
2006年からはスペインに活動拠点を移し、ディビシオン・デ・オノール・デ・ベイスボルのプエルトクルーズ・マーリンズに入団。
2012年9月に、第3回WBC予選のスペイン代表に選出された。
2013年3月には、第3回WBC本戦のスペイン代表にも選出された。同年限りで現役を引退した。

### 現役引退後
2013年にアトランタ・ブレーブス傘下ルーキー級ダンビル・ブレーブスの打撃コーチに就任。2014年からは傘下A級ローム・ブレーブスの打撃コーチを2年間務めた。
2016年に傘下ルーキー級ガルフコーストリーグ・ブレーブス（GCLブレーブス）の監督に就任。2017年はルーキー級ダンビル・ブレーブスの監督。2018年からはGCLブレーブスの監督に復帰し、2021年まで務めた。2022年2月にはブレーブス傘下球団の最優秀監督を表彰する「ボビー・コックス・マネージャー・オブ・ザ・イヤー2021」を受賞した。
2022年からは傘下A-級オーガスタ・グリーンジャケッツの監督を務める。
また、マイナーリーグでの活動と並行してスペイン代表チームのコーチを務めている。

## 選手としての特徴
堅実で安定感のある遊撃守備が魅力の内野手で、代表ではダニエル・サンチェスとともに堅牢な二遊間を形成していた。

## 詳細情報

### 代表歴
- 第28回ヨーロッパ野球選手権大会（2003年）
- 第29回ヨーロッパ野球選手権大会（2005年）
- 第36回IBAFワールドカップ（2005年）
- 第37回IBAFワールドカップ（2007年）
- 第30回ヨーロッパ野球選手権大会兼北京オリンピック野球ヨーロッパ大陸予選（2007年）
- 第3回ワールド・ベースボール・クラシック（2013年）

### 代表コーチ歴
- 第6回イタリアンベースボールウィーク（2014年）
- 第33回ヨーロッパ野球選手権大会（2014年）[7]